# Дольний Лєсков
Дольний Лєсков (словац. Dolný Lieskov) — село, громада округу Поважська Бистриця, Тренчинський край. Кадастрова площа громади — 16.47 км². Протікає Стражовський потік.
Населення 826 осіб (станом на 31 грудня 2021 року).

## Історія
Дольний Лєсков згадується 1327 року.

## Населення
| Рік:            | 1994. | 2004.   | 2014.   | 2024.   |
| --------------- | ----- | ------- | ------- | ------- |
| Кількість осіб: | 726   | 773     | 819     | 793     |
| Різниця:        |       | +6,47 % | +5,95 % | -3,17 % |

| Рік:            | 2023. | 2024.   |
| --------------- | ----- | ------- |
| Кількість осіб: | 809   | 793     |
| Різниця:        |       | -1,97 % |